# Howard Cosell

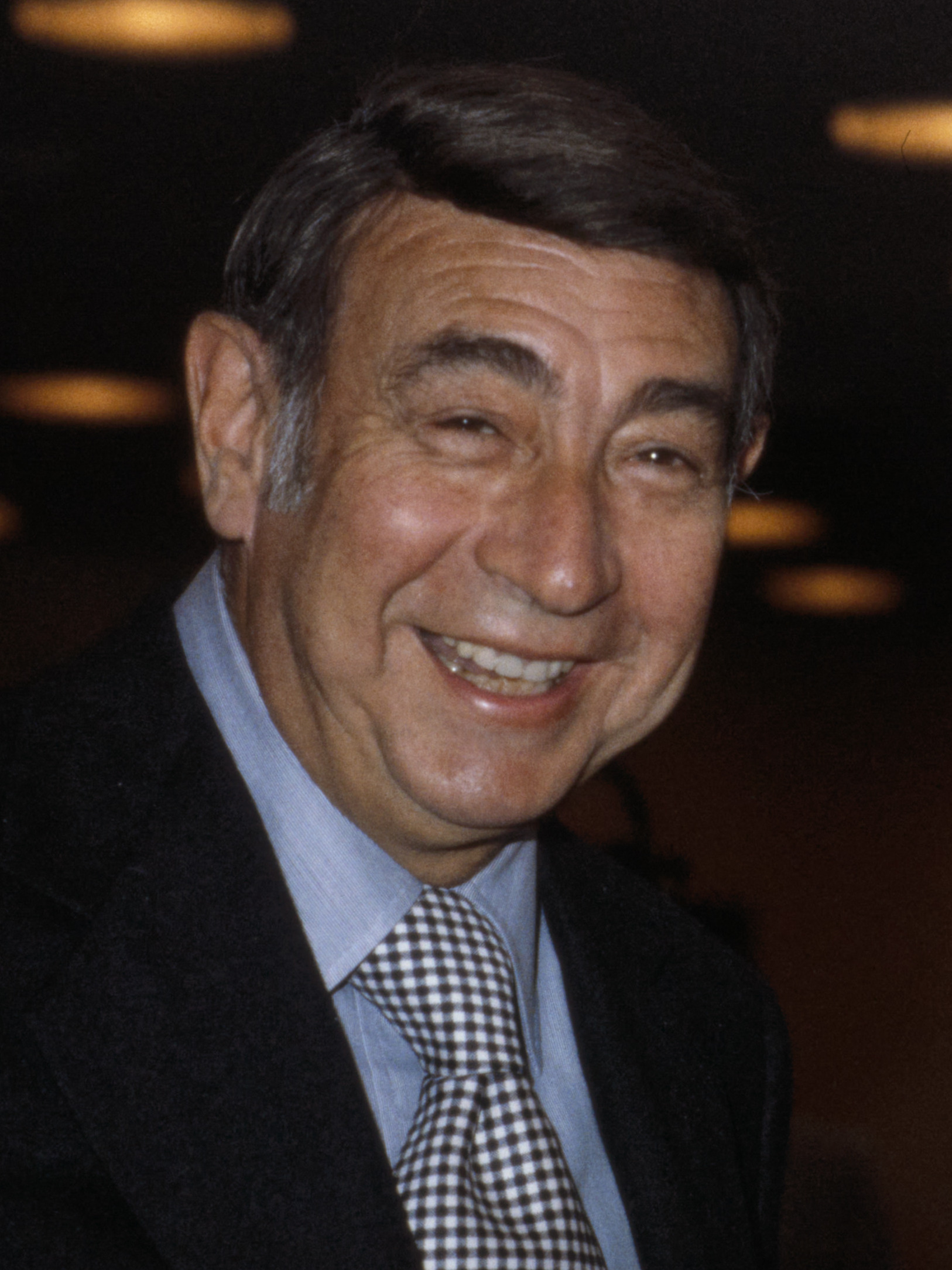
Howard Cosell (1980)

Howard William Cosell (eigentlich Howard William Cohen; * 25. März 1918 in Winston-Salem, North Carolina; † 23. April 1995 in New York City, New York) war ein US-amerikanischer Sportkommentator und Sportreporter.

## Leben
Cosell wuchs im New Yorker Bezirk Brooklyn auf. Seine Eltern, der Buchhalter Isidor Cohen und seine Frau, wollten, dass ihr Sohn Rechtsanwalt wird. Cosell besuchte die New York University, die er mit dem akademischen Grad eines JD verließ. 1941 wurde er von der Rechtsanwältekammer des Staates New York zugelassen. Während des Zweiten Weltkrieges diente er im United States Army Transportation Corps. Danach kehrte er wieder in den Anwaltsberuf zurück und vertrat in dieser Zeit vor allem die Interessen von Schauspielern und Leichtathleten. Als Rechtsbeistand der New Yorker Little League wurde Cosell von einem Manager der ABC angesprochen, ob er ein Spiel der Little League kommentieren wolle, worauf Cosell diese Tätigkeit drei Jahre lang unentgeltlich ausübte, bevor er 1956 entschied, hauptberuflich als Sportreporter zu arbeiten. Mit Hilfe eines Sponsors konnte er seine erste wöchentliche Sendung Speaking of Sports bei der ABC unterbringen.
Zwischen 1961 und 1974 war er der Sport-Anchorman für WABC-TV in New York und wurde in dieser Zeit wegen seiner Kommentare und Reportagen über sportliche Wettkämpfe aller Art, vor allem aber über seine Boxberichterstattung in den gesamten USA berühmt. 1975 bekam Cosell unter dem Titel Saturday Night Live with Howard Cosell sogar eine eigene Late-Night-Show, die aber außersportliche Themen und Gäste hatte.

## Stil
Cosells Art des Kommentars hob sich, als er Mitte der 1950er Jahre begann, wesentlich von dem ab, was bis dahin unter der journalistischen Form des Sportkommentars üblich war. Üblich war bis dahin die uneingeschränkte Bewunderung der Sportler, Cosell hingegen setzte in seinen Reportagen oft einen frechen Kontrapunkt oder gab auch bissige Kommentare zum Geschehen ab. Diesen Stil pflegte Cosell unter dem Schlagwort I’m Just Telling It Like It Is zusammenzufassen. Vor allem seine Interviews mit dem Boxer Muhammad Ali sorgten für Aufsehen, weil sich die beiden ausgeprägten, aber höchst unterschiedlichen Persönlichkeiten perfekt zu ergänzen schienen.
Cosell prägte die Art, wie über sportliche Ereignisse berichtet wurde zwischen den 1960er und den 1980er Jahren nachhaltig. Er versuchte die Ereignisse nicht „isoliert“ für sich zu kommentieren, sondern diese auch in einen gesamtgesellschaftlichen, politischen und sogar zeitgeschichtlichen Rahmen zu sehen.

## Besondere Ereignisse
Als während des zweiten Spiels der World Series im Oktober 1977 unweit des Yankee Stadiums in der Bronx, wo diese ausgetragen wurden, eine verlassene Grundschule brannte und die Flammen bereits weit sichtbar in den Himmel schlugen, was von einer in einem Hubschrauber installierten Fernsehkamera aus deutlich sichtbar war, kommentierte Cosell das mit den Worten: There it is, ladies and gentlemen. The Bronx is burning. Cosell wurde seither in den USA vor allem mit dieser Aussage identifiziert, wo sie den Rang eines geflügelten Wortes erlangte.
Im Dezember 1980 gab Cosell den Tod von John Lennon für Millionen von Fernsehzusehern während eines Footballspiels bekannt.

## Ehrungen
Die United States Sports Academy in Daphne verlieh Cosell 1988 die Ehrendoktorwürde.